# Can Roure (Premià de Mar)
Can Roure és una obra noucentista de Premià de Mar (Maresme) protegida com a Bé Cultural d'Interès Local.

## Descripció
És un edifici de planta rectangular amb pis i tres crugies perpendiculars a la façana. En la façana principal hi ha la porta d'entrada i dues grans obertures amb motllura perimetral plana i clau decorada amb ornamentació a la llinda, amb relleus de garlandes. S'hi troba un coronament a la cornisa i balustrada a la terrassa. L'acabat del parament és d'estuc imitant carreus.
Avui dia l'edifici acull el Jutjat de Pau.